# Hirschfeldia
Hirschfeldia es un género botánico con 30 especies de plantas fanerógamas, pertenecientes a la familia Brassicaceae. 

## Taxonomía
El género fue descrito por Conrad Moench  y publicado en Methodus Plantas Horti Botanici et Agri Marburgensis : a staminum situ describendi 264. 1794. La especie tipo es: Hirschfeldia adpressa Moench. 
Etimología
Hirschfeldia: género dedicado a Christian Cay Lorenz Hirschfeld (1742-1792), filósofo y horticultor alemán.

## Especies seleccionadas
- Hirschfeldia erucastrum Samp.
- Hirschfeldia gallica Fritsch
- Hirschfeldia hispanica (L.) Linding.
- Hirschfeldia incana Lowe